# Garizim
Der Garizim, auch Gerizzim, Garizin (hebräisch גְּרִזִים Grīsīm, auch Gərīsīm; arabisch جبل جرزيم, DMG Ǧabal Ǧarizīm, griechisch Γαριζ(ε)ιν), ist ein 881 m hoher Berg aus Nummulitenkalk in Samarien, an dessen Nordfuß Nablus (das biblische Sichem) liegt.
Der Garizim hat ein kahles, breites, sich sanft gegen Süden abdachendes Plateau; sein Abfall gegen die Stadt dagegen ist schroff und steil. 

## Historische Bedeutung

### Samaritaner

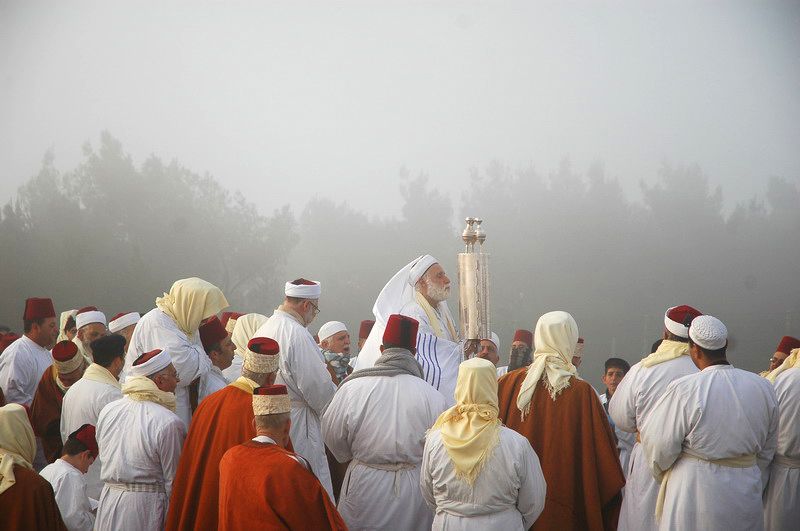
Pessach-Fest mit der Tora-Rolle der Samariter auf dem Berg Garizim in Samarien

Die Samaritaner lokalisieren auf der Höhe des Berges den Altar (Höhenheiligtum), der nach Dtn 27,4  und Jos 8,30  von Josua im Auftrag des Mose gebaut worden sei. Hier stand der Tempel der Samariter, der im 4. Jh. v. Chr. gebaut und um 129 v. Chr. durch den Hasmonäer-König Johannes Hyrkanos I. (135–104 v. Chr.) zerstört wurde. Bei Grabungen seit 1964 wurde der Begehungshorizont der Tempelanlage auf 881 m freigelegt. Münzfunde aus Nablus (antik Neapolis) belegen das Aussehen der Anlage.

### Römische Herrschaft
Unter Kaiser Hadrian wurde auf dem Berg ein Zeustempel errichtet; unter Kaiser Zenon entstand 484 n. Chr. eine oktogonale christliche Kirche. 

### Neues Testament
Der Garizim ist der Berg, der im Johannesevangelium (Joh 4,20 ) als Ort der JHWH-Anbetung durch die Samaritaner erwähnt wird; für die Samaritaner hat er diese Bedeutung bis heute.